# Melkbrigade

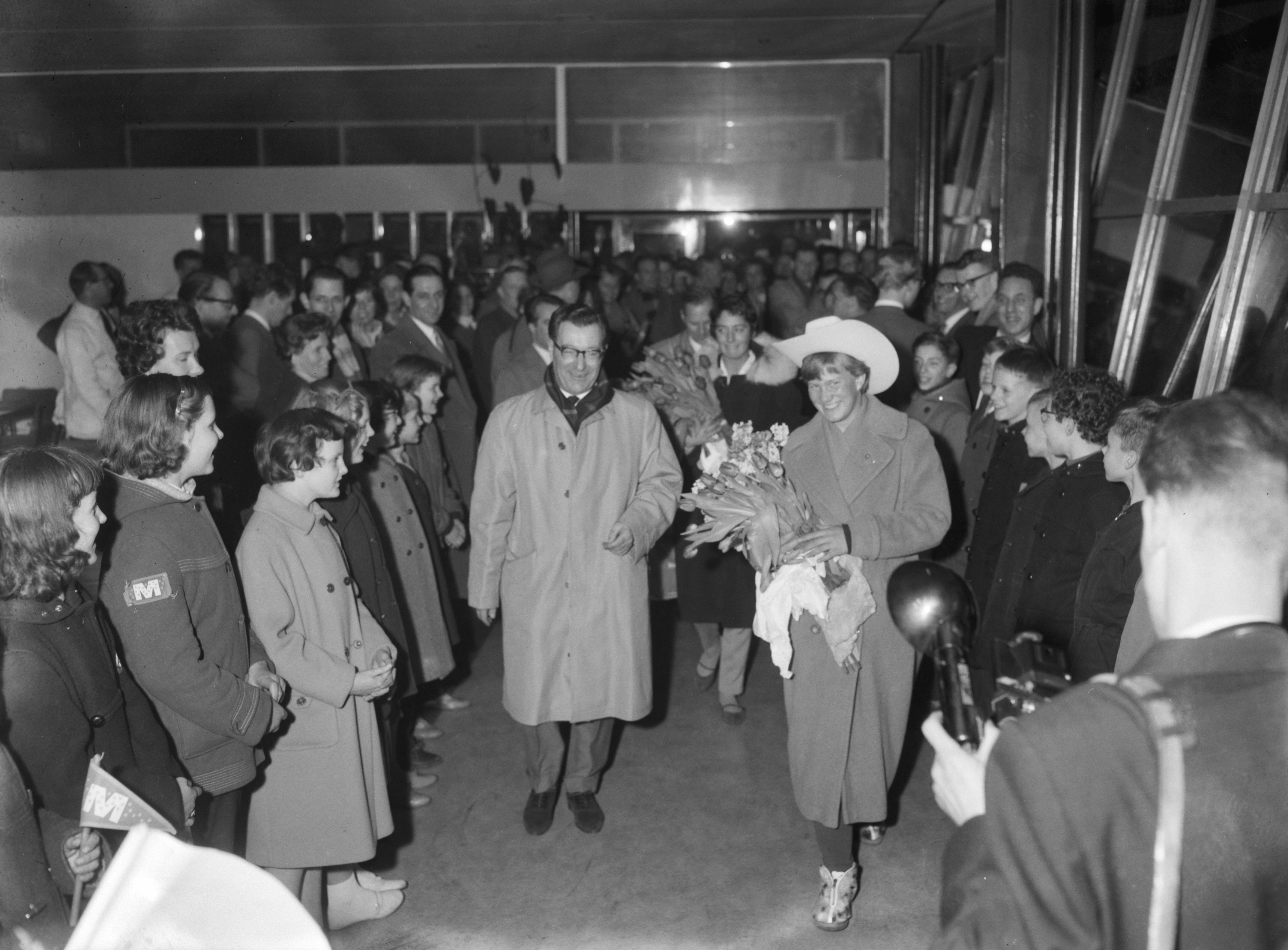
Sjoukje Dijkstra en Joan Haanappel met een erehaag van melkbrigadiers (M op de arm) in 1959

De Melkbrigade of M-brigade was een campagne die de melkconsumptie bij de Nederlandse en Belgische jeugd moest aanzwengelen. 

## Nederland
De Melkbrigade was een reclamecampagne van het Nederlands Zuivelbureau in 1957. Ook hier waren bekende personen die zich erebrigadier noemden, waaronder Mies Bouwman. De leden ontvingen een aantal voorwerpen waarmee ze hun lidmaatschap konden tonen, zoals sluitzegels, fietsvlaggetjes en een badge om op de jas te naaien. 
Maandelijks werden er 50 prijzen uitgedeeld aan leden waarvan getuigd werd dat ze zich bijzonder kranig hadden gedragen.
An Rutgers van der Loeff-Basenau schreef het boek Dát zijn M-brigadiers met verhalen van een aantal winnaars (en een verliezer).

## België
De Belgische Nationale Zuiveldienst startte in 1959 naar Nederlands voorbeeld een campagne om de jeugd aan te zetten meer melk te drinken. De organisatie mat zich het imago van een jeugdbeweging aan met een strikte hiërarchie, wimpels, speldjes, het belonen van "goede daden"... Op het hoogtepunt telde de beweging meer dan een half miljoen leden. Door middel van een spaarkaart verzamelden de leden stempels telkens als de leden uit hun gezin "twee glazen melk méér" dronken.
De publieke televisie steunde het initiatief met nieuwsbulletins en het uitzenden van een scholenquiz waarbij klassen uit verschillende provincies het tegen elkaar opnamen. 
Heel wat Bekende Belgen zetten zich kosteloos in voor de Melkbrigade. De bekendste was ongetwijfeld Nonkel Bob. De toenmalige prins Albert en diens pasgeboren zoon Filip waren ere-brigadiers. 
De hele campagne was volledig tweetalig: Nederlands en Frans. Men gebruikte ook in Wallonië de naam "Brigade M" hoewel die letter in het Frans niet meteen met melk wordt geassocieerd. 
Omdat de Melkbrigade-campagne slechts een heel beperkt effect had op de consumptie van melk, werd ze in februari 1971 stopgezet. De Belgische Nationale Zuiveldienst gaf de voorkeur aan campagnes voor kaas omdat dit product een hogere meerwaarde creëert voor de producent.